# 科赤州
科赤州，是阿爾巴尼亞東南部的一个州份。面积为3711平方公里，人口数量为约为202000人，在阿尔巴尼亚的12个州里面积最大，按人口数量则排名第七。该州在東北面与北馬其頓共和國及东南面与希臘接攘。1916年—1920年，法军在该地区建立了科尔察自治省。

## 行政区划
2000年之前，科尔察州划分为四个区：德佛爾區、科隆耶區、科赤區、波格拉德茨區。2015年地方政府改革后，该州下分为6个市镇：代沃爾、科洛涅、科尔察、馬利奇、波格拉德茨、普斯特茨。这些市镇下共有37个行政分区。